# Tratado rus'-bizantino de 907

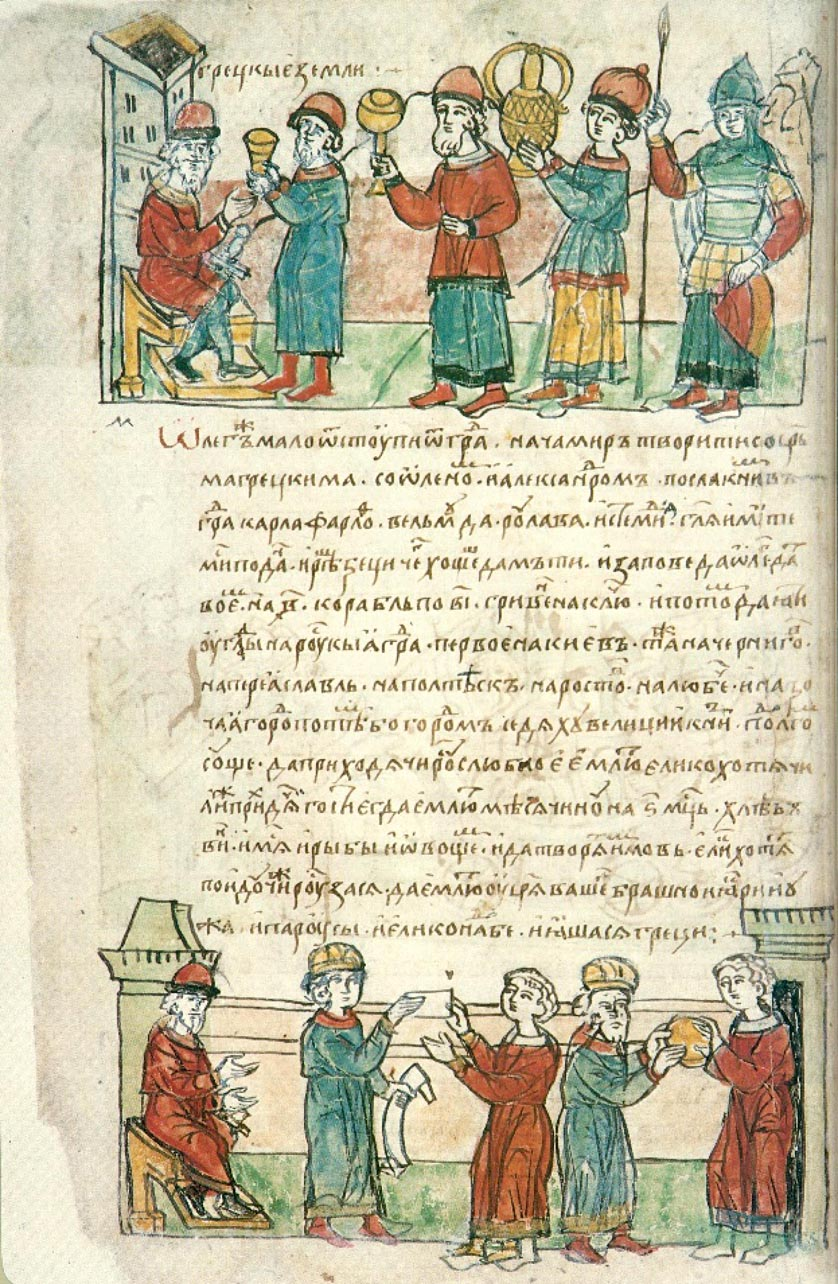
Tratado rus'-bizantino de 907 Crônica de Radzivill (O início do século XIII) lista 40

O Tratado rus'-bizantino de 907 foi, segundo a Crônica Primária, firmado como resultado do raide de Olegue contra Constantinopla (veja Guerra rus'-bizantina de 907 para detalhes). Os acadêmicos geralmente consideram este documento como uma versão preliminar para o Tratado rus'-bizantino de 911.
O texto do tratado, preservado na crônica quievana, se inicia com uma lista de signatários da parte da Rússia de Quieve, todos em norueguês antigo: Carlos, Farúlfo, Vermundo, Herolafo e Estenvido. A Rússia de Quieve aparece no texto como um conjunto de grandes cidades: Quieve, Czernicóvia, Pereslávia, Polócia, Rostóvia e Liubeche. Aleksey Shakhmatov comenta que esta lista é arbitrária e que algumas destas cidades podem ter sido acrescentadas posteriormente.
O tratado trata do status da colônia de comerciantes varegues em Constantinopla, que, segundo o texto, viviam no bairro de São Mamas. Eles deveriam entrar na capital por um determinado portão, sem armas e escoltados pela guarda imperial, em grupos menores que cinquenta pessoas. Ao chegar, eles deveriam se registrar junto às autoridades para receberem comida por um período de até seis meses.
As linhas finais do tratado relatam que os bizantinos deveriam beijar a cruz enquanto que os varegues jurariam por suas armas invocando, segundo a Crônica Primária, os deuses de Perun e Veles (provavelmente transliterações dos nomes dos deuses nórdicos para a língua da Crônica).